# Baccinello
Baccinello is een plaats (frazione) in de Italiaanse gemeente Scansano.
In de jaren 50 werd in een mijn bij Baccinello een compleet skelet van Oreopithecus gevonden.